# Le Grand-Bourg
Le Grand-Bourg település Franciaországban, Creuse megyében. Lakosainak száma 1182 fő (2022. január 1.). Le Grand-Bourg Aulon, Bénévent-l’Abbaye, Chamborand, Fleurat, Gartempe, Lizières, Marsac, Montaigut-le-Blanc, Mourioux-Vieilleville, Saint-Priest-la-Feuille, Saint-Priest-la-Plaine, Saint-Vaury és Fursac községekkel határos.

## Népesség
A település népességének változása:
| Lakosok száma | 1861 | 1369 | 1323 | 1208 | 1228 | 1219 | 1220 | 1220 | 1208 | 1182 |
|               | 1968 | 1982 | 1990 | 2006 | 2013 | 2015 | 2017 | 2019 | 2020 | 2022 |